# سوگیری چاپ
سوگیری چاپ/ سوگیری انتشار (انگلیسی: Publication bias)  نوعی سوگیری است که در تحقیقات آکادمیک منتشر شده رخ می‌دهد. این اتفاق زمانی رخ می‌دهد که نتیجه یک آزمایش یا مطالعه تحقیقی بر تصمیم انتشار آن تاثیر می‌گذارد. این سوگیری از آن جهت اهمیت دارد که بررسی پیشینه تحقیق برای حمایت از یک فرضیه می‌تواند سوگیرانه باشد اگر آن تحقیق از ابتدا به به این سوگیری آلوده باشد.